# Dynamo Słowiańsk
Dynamo Słowiańsk (ukr. Футбольний клуб «Динамо» Слов'янськ, Futbolnyj Kłub "Dynamo" Słowjanśk) – ukraiński klub piłkarski z siedzibą w Słowiańsku, w obwodzie donieckim.
W jesiennej rundzie sezonu 1995/1996 występował w ukraińskiej Drugiej Lidze. 

## Historia
Chronologia nazw:
- 1992: Dynamo Słowiańsk (ukr. «Динамо» Слов'янськ)

Piłkarska drużyna Dynamo została założona w Słowiańsku w 1992 roku. Od początku rozrywek w niezależnej Ukrainie w rozgrywkach Mistrzostw oraz Pucharu obwodu donieckiego pod nazwą Dynamo Słowiańsk. W 1995 klub zgłosił się do rozgrywek w Drugiej Lidze. Jednak swój debiutowy sezon nie ukończyła. podczas zimowej przerwy zrezygnował z dalszych występów i został pozbawiony statusu klubu profesjonalnego. 
Klub na poziomie amatorskim kontynuuje występy w rozgrywkach lokalnych.

## Sukcesy
- 19. miejsce w Drugiej Lidze: 1995/96